# Alexander Bard
Alexander Bengt Magnus Bard (Motala, 17 maart 1961) is een Zweedse artiest, producer en filosoof. Hij werd geboren als Bengt Magnus Bard, maar veranderde in 1985 zijn naam naar Alexander. Zijn vader is afkomstig uit Nederland, zijn moeder is een Zweedse. Hij heeft drie broers en een zus.
Bard begon zijn carrière in 1982 met de single "Life in a Goldfish Bowl", uitgebracht onder de naam Baard, een bandje dat hij had gevormd met twee strippers maar dat geen succes had.
Iets beter ging het met Barbie, waarmee hij als dragqueen enkele kleinere successen boekte. Hij kreeg hiermee niet echt het verhoopte resultaat en dus vormde hij samen met twee andere leden van Barbie, Jean-Pierre Barda en Camilla Henemark, het poptrio Army of Lovers. Dit werd wel een succes: in verschillende Europese landen hadden ze het hits met "Crucified", "Obsession", "Israelism", "La plage de Saint-Tropez" en "Give my life".
In die periode nam Bard vijf albums (en een aantal remix-albums) op met deze groep, vooral in Oost-Europa waren ze een fenomeen. In 1996 besloot Bard dat het genoeg was, en vormde hij een nieuwe band, Vacuum - met Marina Schiptjenko en newbie Mattias Lindblom. Vacuums eerste single "I Breathe" was een van de snelstverkopende singles van 1997 in Zweden en was daarnaast ook een succes in Italië. Verdere releases werden geen succes, buiten Rusland en Oekraïne en Bard verliet de groep samen met Schiptjenko, na twee albums.
In 2001 bracht hij Army of Lovers weer samen voor drie nieuwe nummers en een Greatest Hits verzameling, en werd ook producer van Alcazars eerste twee albums. In de clip van Alcazars Crying at the Discotheque is hij ook even te zien en te horen (de regisseur met het kale hoofd die het lied even onderbreekt).
Sinds 2004 heeft Bard een nieuwe band, Bodies Without Organs of kortweg BWO, opgericht samen met ex- Vacuum lid Marina Schiptjenko en een afvaller uit de Zweedse "Popstars" wedstrijd, Martin Rolinski. De band is zeer succesvol in Scandinavië en Oost-Europa.
In 2010 kwam Alexander met nog een nieuwe band, Gravitonas. Een jaar later was hij jurylid van de Zweedse versie van de televisie-talentenjacht Idool.
In 2013 werd Army of Lovers weer nieuw leven in geblazen, met een deelname aan het Melodifestivalen, een nieuwe CD en enkele nieuwe singles.
Alexander is tevens mede-oprichter van Stockholm Records, een label waar ook onder andere The Cardigans thuishoort.
Naast zijn carrière als artiest, is Bard tevens filosoof. Sinds 1996 geeft hij lezingen, met als zwaartepunt de invloed van sociale gevolgen van de interactieve revolutie, en is een van de vooraanstaande sprekers in het Europese lezingen'circuit'. Hij heeft ondertussen ook twee boeken uitgegeven: Netocracy: The New Power Elite & Life After Capitalism en The Global Empire waar hij zijn visies over de sociale gevolgen van een interactieve revolutie in overbrengt. Bard is een liberaal, en komt op voor prostitutie en seksuele minderheden.
Bard is tevens een volger van het Zoroastrisme, een geloof dat uitgaat van drie pijlers: goede woorden, goede daden en goede gedachten.
- Bibsys: 3025545
- Bibliothèque nationale de France: cb15619307h (data)
- Gemeinsame Normdatei: 13150553X
- International Standard Name Identifier: 0000 0001 0914 5853
- Library of Congress Control Number: nb2002014611
- Nationale Bibliotheek van Letland: 000056506
- MusicBrainz: b6709fc6-41f5-4853-a467-f57eda2e280d
- LIBRIS: 316279
- Système universitaire de documentation: 121139549
- Virtual International Authority File: 71719116
- WorldCat: E39PBJkXwXfG3PxyVYPmJghT73